# ترور فرناندو ویلاویسنسیو
ترور فرناندو ویلاویسنسیو (انگلیسی: Assassination of Fernando Villavicencio) نامزد ریاست جمهوری، در ۹ اوت ۲۰۲۳، یازده روز قبل از انتخابات سراسری اکوادور (۲۰۲۳)، پس از ترک یک تجمع تبلیغاتی در کیتو رخ داد. در جریان این حمله وی براثر اصابت سه گلوله به سرش به قتل رسید، یک مهاجم کشته شد و چندین نفر از اطرافیان او از جمله پرسنل امنیتی زخمی شدند.

## پیشینه
ویلاویسنسیو یک سیاستمدار اکوادوری و یکی از اعضای مجلس ملی قبل از انحلال آن بود. در ۱۷ مه رئیس‌جمهور اکوادور گیلرمو لاسو که به اتهام اختلاس قطعی بود که با محاکمه و استیضاح روبرو خواهد شد مجلس ملی را منحل کرد. و خواستار برگزاری یک انتخابات عمومی زودهنگام شد که در آن ویلاویسنسیو یکی از نامزدهای اصلی ریاست جمهوری بود. ویلاویسنسیو در نظرسنجی در بالاترین سطح حمایت خود در اواخر ژوئیه قرار داشت و با ۱۳/۲٪ در جایگاه دوم بود، قبل از وی لوئیزا گونزالس نماینده زن سابق مجلس با ۲۶/۶٪ در رتبه اول است، ویلاویسنسیو یک روز قبل از مرگش گزارشی از یک تجارت نفتی که نامش فاش نشده بود به وزارت دادگستری ارائه کرد. در سپتامبر ۲۰۲۲، ویلاویسنسیو گفت که هدف سوءقصد قرار گرفته‌است. پاتریسیو زوکیلاندا، مشاور کمپین انتخاباتی وی گفت که ویلاویسنسیو قبل از ترور چندین تهدید به مرگ دریافت کرده بود، از جمله تهدیدی از سوی کارتل سینالوآ، که منجر به دستگیری یک نفر شد.